# Мариана, Хуан де
Хуа́н де Мариа́на (исп. Juan de Mariana; 25 сентября 1536, Талавера-де-ла-Рейна — 17 февраля 1624, Толедо) — испанский иезуит и историк.

## Биография
Мариана получил образование в Университете Алькалы и вступил в орден иезуитов в 17 лет. В 1561 году он получил должность преподавателя теологии в Риме, где его лекции посещал Роберт Беллармин. В 1564—1569 годах проживал на Сицилии. В 1569—1574 годах заведовал кафедрой теологии в Париже, однако болезнь заставила его вернуться в Испанию. Он обосновался в Толедо и посвятил себя литературе. Его «Всеобщая история Испании», написанная на латыни, появилась в 1592 году. Книга восхваляла величие Испании и пользовалась большим успехом. Позднее Мариана добавил в неё информацию о времени правления Карла V, Филиппа II и Филиппа III и перевёл этот исторический труд на испанский язык. Мариана также известен как автор сочинения «О короле и институте королевской власти», в котором он размышляет над истоками и природой государства и поддерживает право восставших свергнуть тирана.

## Сочинения
- «Об обесценении монеты» (De monetae mutatione)
- «О короле и институте королевской власти» (De rege et regis institutione)
- «Всеобщая история Испании» (Historiae de rebus Hispaniae)
- «О болезнях ордена» (De las enfermedades de la Compañia de Jesús)